# Fausto Terenzi
Fausto Terenzi (Milano, 24 dicembre 1950) è un conduttore radiofonico, showman e disc jockey italiano.
È considerato una delle voci storiche delle radio private italiane.

## Biografia
Dopo aver lavorato in numerose discoteche come disc jockey, nel 1975 ha fatto il suo esordio come conduttore radiofonico a Radio Milano International. Ha raggiunto la popolarità a inizio anni novanta grazie al programma radiofonico Fausto Terenzi Show da lui condotto assieme a Leone Di Lernia e Paolo Dini prima su Radio 101 e poi su Radio Monte Carlo.
Sul finire del secondo millennio è passato a RTL 102.5 dove ha condotto il programma notturno Guarda che luna. Nel 2001 è approdato a Radio Italia dove ha condotto L'Italia che va, Villaggio Italia e dal 2002 anche il suo storico Fausto Terenzi Show assieme a Raffaele Fregonesi e Attilio Corna.
Colpito da un ictus nel 2005 e costretto da allora all'utilizzo della sedia a rotelle, ha abbandonato ogni attività.